# Manuel António Mendes dos Santos
Manuel António Mendes dos Santos CMF (* 20. März 1960 in Lamego, Portugal) ist ein portugiesischer Geistlicher und emeritierter Bischof von São Tomé und Príncipe.

## Leben
Dos Santos wurde in Lamego in Nordportugal geboren. Er hat noch drei Brüder und vier Schwestern. Er studierte Theologie und Philosophie von 1978 bis 1985 am Instituto dos Ciencias Humanas e Teologicas in Porto sowie an der Katholischen Universität von Lissabon. 1980 wurde er Novize, legte am 26. September 1980 in Fátima die zeitlichen, am 16. September 1983 die ewigen Gelübde ab und wurde Ordensbruder in der Kongregation der Söhne des unbefleckten Herzens Mariens. Zum Priester wurde er am 13. Juni 1985 durch Bischof António de Castro Xavier Monteiro geweiht. 1994/95 war er in São Tomé als Missionar tätig und Leiter von insgesamt drei Pfarreien. Nach seiner Rückkehr nach Portugal war er für einige Jahre in Setúbal als Priester tätig. Seit 2001 ist er Ordensprovinzial seines Ordens für Portugal. Von 2003 bis 2005 war er Vorsitzender der Nationalen Konferenz der Ordensoberen.
Am 1. Dezember 2006 wurde er als Nachfolger von Abílio Rodas de Sousa Ribas Bischof von São Tomé und Principe. Die Bischofsweihe empfing er durch Kardinal José Saraiva Martins am 17. Februar 2007. 
Seinem vorzeitigen Amtsverzicht hat Papst Franziskus am 13. Juli 2022 stattgegeben.
Er ist Generalkaplan des Orden vom Flügel des heiligen Michael (portugiesisch Ordem de São Miguel da Ala), einem der drei dynastischen Orden des Hauses Braganza und Präsident der Föderation der Erzbischöfe und Bischöfe der Diözesanbruderschaften.